# Suat Atalık
Pour les articles homonymes, voir Atalık.
Suat Atalık (né le 10 octobre 1964 à Istanbul) est un grand maître turc du jeu d'échecs. En août 2017, il est le sixième joueur turc avec un classement Elo de 2 537 points.

## Biographie
Atalık est né en Turquie, il a fréquenté le Lycée de Galatasaray puis a étudié la psychologie à l'Université du Bosphore.
Il a représenté son pays au championnat du monde junior en 1983 et a défendu le premier échiquier au cours de plusieurs olympiades.
De 1984 à 1986, Suat Atalik a représenté la fédération française dans les listes de la Fédération internationale des échecs, avant de rejoindre la fédération turque de 1987 à janvier 2000. En raison d'un différend avec sa fédération, il a émigré en Bosnie-Herzégovine. En 2000, il a souhaité défendre son pays d'accueil à l'olympiade d'Istanbul, mais a essuyé un refus de la part des organisateurs. Après un changement au sein de la fédération turque, il a joué à nouveau pour la Turquie en compétition internationale.
En 2003, il remporte le tournoi de Mar del Plata.
En 2005, il épouse le grand maître féminin russe de 22 ans Ekaterina Polovnikova.
Atalık était le seul grand maître turc de 1994 à 2005, jusqu'à l'arrivée de Mikhaïl Gourevitch.
En septembre 2009, il est le premier joueur turc, devant Mikhaïl Gourevitch.

## Parties remarquables
- Suat Atalik - Gyula Sax, 1997, 1-0
- Florian Handke - Suat Atalik, 2000, 0-1
- Zurab Sturua - Suat Atalik, 2002, 0-1
- Suat Atalik - Pablo Zarnicki, 2002, 1-0